# Araneus interjectus
Araneus interjectus är en spindelart som först beskrevs av Ludwig Carl Christian Koch 1871.  Araneus interjectus ingår i släktet Araneus och familjen hjulspindlar.
Artens utbredningsområde är Queensland. Inga underarter finns listade i Catalogue of Life.